# Redemptoristenkolleg Leoben

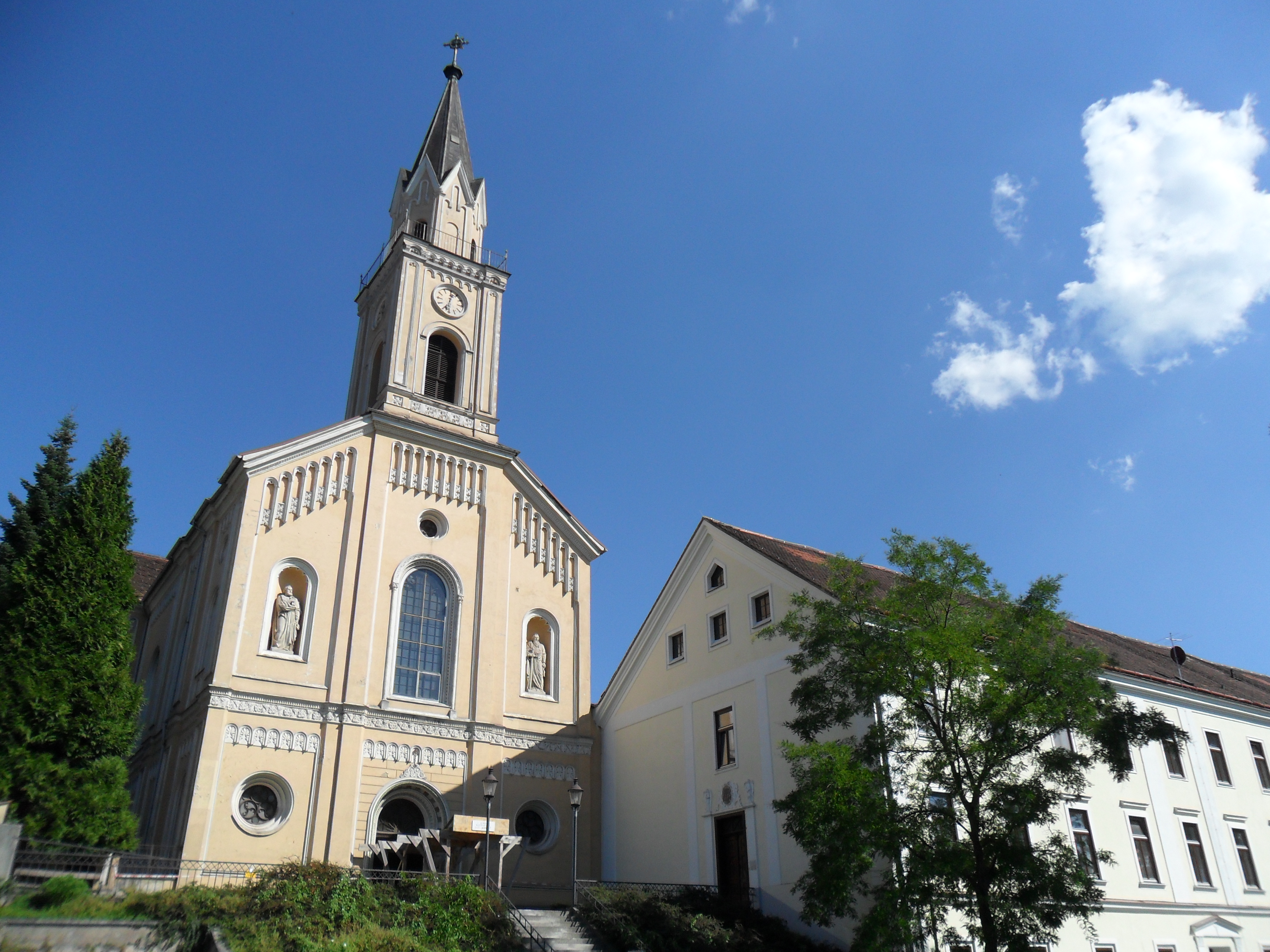

Das Redemptoristenkolleg Leoben war bis 2010 ein Kloster der Redemptoristen in der Stadt Leoben in der Steiermark und steht unter Denkmalschutz und wird als Studentenwohnheim genutzt. Die Klosterkirche ist dem hl. Alfons von Liguori geweiht. Am 9. November 2014 wurde die Redemptoristenkirche St. Alfons an die griechisch-orthodoxe Metropolis von Austria übergeben.

## Geschichte
Im Jahr 1834 erfolgte die Errichtung eines Redemptoristen-Hospizes in Leoben. Die Revolution 1848 führte zur Aufhebung der Ordensgemeinschaft und die Patres kehrten erst 1853 zurück und führten den vorher begonnenen Bau einer Kirche und des Klosters weiter, so dass am 9. November 1854 die Klosterkirche zu Ehren des Hl. Alfons bezogen werden konnte. Das Kloster war Missionshaus und Exerzitienhaus und beherbergte vorübergehend auch die Noviziaten des Redemptoristenordens.

## Klosterkirche hl. Alfons
Die Kirche wurde von 1846 bis 1847 und das Kloster von 1847 bis 1848 nach den Plänen des Architekten Alois Haberkalt errichtet. Die Kirche in neoromanischen Formen hat einen kreuzförmigen Grundriss. Die Hauptfassade mit einem Fassadendachreiter hat zwei Nischen mit den Statuen der Heiligen Petrus und Paulus. Der Dachreiter ist im Obergeschoß achteckig und trägt einen Spitzhelm.
Der Hochaltar aus 1860 hat einen spätbarocken Tabernakel mit adorierenden Engeln. Das Apsisgemälde malte der Maler Leopold Schultz (1860). Die Seitenaltäre zeigen die Bilder Immaculata und hl. Josef des Malers Leopold Till (1855) und tragen Skulpturen des Malers und Bildhauers Josef Veiter. Die Wandmalerei im Oratorium über der Sakristei malte Johann Max Tendler (1857).